# Thorkell Sigurbjörnsson
Thorkell Sigurbjörnsson (islandais : Þorkell Sigurbjörnsson – Reykjavik, 16 juillet 1938 – Reykjavik, 30 janvier 2013) est un chef d'orchestre, pianiste et compositeur islandais.

## Biographie
Thorkell Sigurbjörnsson étudie le piano, le violon, l'orgue et la théorie musicale à l'académie de musique à Reykjavik dès 1946, notamment avec Róbert A. Ottósson, Victor Urbancic et Árni Kristjánsson. Il poursuit ses études de piano, de théorie et composition avec Russel G. Harris, aux États-Unis, à l'Université Hamline, à Saint-Paul, Minnesota (Bachelor of Art, 1959). En outre, il étudie la composition avec Kenneth Gaburo et l'électronique musicale avec Lejaren Hiller à l'Université de l'Illinois (Master of Music, 1961). En 1962, étudie avec Ligeti et Boulez à Nice et Darmstatd, avant de retourner en Islande où il enseigne à l'académie de musique (fait professeur en 1969), où il contribue à construire une institution pour théorie musicale et la composition,. Il travaille également comme critique et anime des émissions radio (1966–1969), tout en défendant la musique contemporaine et d'avant garde en Islande en étant le fondateur et président du groupement musical « Musica Nova » (1963). En tant que pianiste, il accompagne les tournées du flûtiste canadien Robert Aitken et du violoncelliste Hafliði Hallgrímsson.
Le 16 mai 1995, il nommé membre étranger de l'Académie royale suédoise de musique et est chargé de cours à Shanghai.

## Œuvres
Sigurbjörnsson, le plus prolifique compositeur islandais, est l'auteur de plus de 350 œuvres, allant de la chanson pour enfants aux œuvres pour grand orchestre. Plusieurs opéras, notamment pour enfants, un ballet (1971), des œuvres pour orchestre et des concertos pour flûte, clarinette, violon, violoncelle et un triple concerto pour violon, violoncelle et piano (1984), de nombreuses pièces de musique de chambre et vocale pour soliste avec petit ensemble, ou avec chœur et orchestre (Leikar, 1961).